# Хобельказе
Хобелькэзе — экстратвёрдый швейцарский сыр, который изготавливается из молока альпийских коров исключительно в кантоне Берн. Дословный перевод: наструганный сыр. Едят в виде тончайших пластинок, свернутых в компактные рулончики.
В год производится около 1000 тонн сыра.

## Изготовление
Хобельказе производится вручную только из необработанного молока. Всего через несколько часов после дойки молоко нагревают до 33 °C и добавляют специально выращенную культуру бактерий, в результате чего образуется сыворотка. Её подвергают повторному нагреванию до 50 °C, чтобы погибли бактерии. Затем сырьё проходит через прессовку и формование. После этого идёт вызревание во влажной обстановке в течение 6-18 месяцев. Второй период вызревания уже в сухой среде затягивается ещё на год.
Сыр содержит большую долю полиненасыщенных жирных кислот, которые очень полезны при сердечно-сосудистых заболеваниях.